# Карибський землетрус 2020
О 14:10:25 по місцевим часом ( UTC-5 ) 28 січня 2020 року, землетрус магнітуди 7,7 нанесений удар на північній стороні Кайманового жолоба, на північ від Ямайки та на захід від південного краю Куби, а епіцентр склав 80 миль ESE Кайманового острова Брач, Кайманові острови або 83 милі (134 км) на північ від затоки Монтего, Ямайка. Школи на Ямайці та будівлі в Маямі були евакуйовані після того, як в деяких частинах американського штату Флорида спостерігали струс. Також повідомлялося про легке струшування на півострові Юкатан у Мексиці. Це найбільший землетрус в Карибському басейні з 1946 року. Тихоокеанський центр попередження про цунамі видав попередження про цунамі для Карибського моря, яке згодом було відкликане.

## Тектонічна обстановка
Східна частина Кайманового жолоба утворює частину мікроплити Гонаве, яка лежить між Північноамериканською плитою та Карибською плитою. Він обмежений як на північ, так і на південь великими трансформаційними розломами, які разом вміщують відносне переміщення двох основних плит. На півночі межею є західна частина зони розломів Сепентріонал-Орієнте, яка вміщує 6–11 мм за рік руху межі плити, тоді як на південь межа утворюється зоною розломів Уолтона на захід від Ямайки та зоною розломів саду Енрікілло – Плантайн на сході, вміщуючи близько 8 мм на рік.

## Землетрус
Землетрус мав магнітуду 7,7 Mw і розрахункова глибина 14,8км (9,2миль).  Фокальний механізм у поєднанні з аналізом сейсмічних форм хвиль узгоджується з рухом зсувного удару в зоні розломів Сепентріонал-Орієнте. Головне стрясіння супроводжувалося низькою поштовхів, причому найбільший з них 6,1 Mw подія, що сталася менш ніж через три години, на південний схід від Великого Кайману. Змодельована зона розриву простягається від західної частини епіцентру поштовху Mw 6.1 до північного епіцентру головного поштовху, що свідчить про одностороннє поширення на захід.

## Вплив

### Кайманові острови
Були тріщини доріг і багато поглиблень. Невелике цунамі 46 см (1 фут 6 дюйм) було записано. Усі урядові школи були закриті, щоб дозволити інспекції щодо можливих збитків, але всі вони були знову відкриті 30 січня, оскільки значних збитків, пов'язаних із землетрусом, не виявлено.

### Ямайка
Шестиповерховий будинок у кампусі Мона Університету Вест-Індії, де мешкало приблизно 300 студентів, був евакуйований. Повідомлялося про збитки щонайменше з двох парафій на заході Ямайки.
Кілька будівель у районі Нью-Кінгстон та його околицях було евакуйовано негайно після землетрусу, причому кілька повідомлень про тремтіння. Район був фактично закритий. 

### Куба
Поштовхи відчувалися на південному узбережжі острова. Представник військово-морської бази затоки Гуантанамо заявив, що повідомлень про збитки та поранення немає. Провінція Гранма постраждала від найсильнішого струсу, перебуваючи найближче до епіцентру. Опитування, проведене Національним центром сейсмологічних досліджень, показало, що один будинок повністю зруйнувався, а в інших 300 виявив певні пошкодження. Постраждалі будинки - це всі будинки, які не були в хорошому стані до землетрусу. Також повідомлялося про збитки в деяких школах та дитячих садах.

### Сполучені Штати
Поштовхи відчувалися по всій півдні Флориди, а кілька будівель було евакуйовано, особливо в окрузі Маямі-Дейд (450 миль) та Флорида-Кіс. Кілька урядових будівель у центрі Маямі були евакуйовані, спочатку на добровільних засадах, поки місцева пожежна служба не наказала провести повну евакуацію.

## Дивитися також
- 2020-ті в історії довкілля